# ثيودور كومنيوس دوكاس
ثيودور كومنيوس دوكاس (و. 1180 – 1253 م) هو عسكري من الإمبراطورية البيزنطية، وإمبراطورية ثيسالونيكة، وإمارة إبيروس البيزنطية، توفي في سالونيك، عن عمر يناهز 73 عاماً.

## مناصب
تولى منصب
- Emperor of Thessalonica ‏
- Despot of Epirus [الإنجليزية]‏

.